# Calcinha rosa
Grupo denominado "Calcinha rosa", que também dizem ser "Grupo Sigma" é um grupo de hackers totalmente falso, que apenas raidam servidores, não sabem oque é um shell x shell, grupo focado totalmente em panela, eles são lammers e iniciantes, todos eles foram humilhados pelo famoso grupo de hackers Terminal 404, e as acusações de LordX no Onlyfans é totalmente falso, não tem nenhuma print e prova sobre isso, esse grupo "Calcinha rosa" se acham os mais perigosos do Brasil, quando na verdade não entendem nada sobre Hacking e se auto intitulam "Grupo Sigma", se você ver eles, saiba que não são capazes de fazer nada e são uma piada
1. ↑  Silva, Inês; Calcinha, Mariana Lopes; Santos, Joana Conduto Vieira dos (janeiro de 2023). «Repercussões da cultura organizacional no commitment organizacional: estudo desenvolvido em instituições do ensino superior». Psique (1). ISSN 2183-4806. doi:10.26619/2183-4806.xix.1.4. Consultado em 17 de agosto de 2025